# Charles Gustave Martin de Chassiron
Le baron Charles Gustave Martin de Chassiron, né à Nantes le 5 décembre 1818 et mort à Tarbes le 20 juin 1871, est un diplomate français. Il appartient à l’une des plus célèbres familles de Charente-Maritime.

## Biographie
Charles Gustave Martin de Chassiron est le descendant de navigateurs, voyageurs, diplomates, politiciens et hommes de lettres. Son père, Gustave de Chassiron, (1791-1868), est un homme connu dans les milieux politiques. Auditeur au Conseil d’État et préfet sous Napoléon Ier, il siège avec le parti conservateur à la Chambre des Députés sous la Monarchie de Juillet. Puis rallié au Second Empire, il est nommé sénateur en 1854.
Charles Gustave passe son enfance près de Courçon. Marié depuis 1850 avec la princesse Caroline Murat, petite-fille du Roi de Naples Joachim Murat, maréchal de Napoléon Ier. 
Malgré ses origines provinciales, sa femme et lui reçoivent à Paris les personnalités de l’époque, dépensent beaucoup, organisent des fêtes somptueuses. Sa parenté le met au premier rang des hôtes qui accueillent le prince-président lors de la visite qu’il effectue à La Rochelle les 12 et 13 octobre 1852.
En 1848, il entre dans la carrière diplomatique au poste d’attaché d’ambassade en Tunisie. À son retour d’Afrique du Nord, il fait publier un ouvrage intitulé Aperçu pittoresque de la régence de Tunis. 

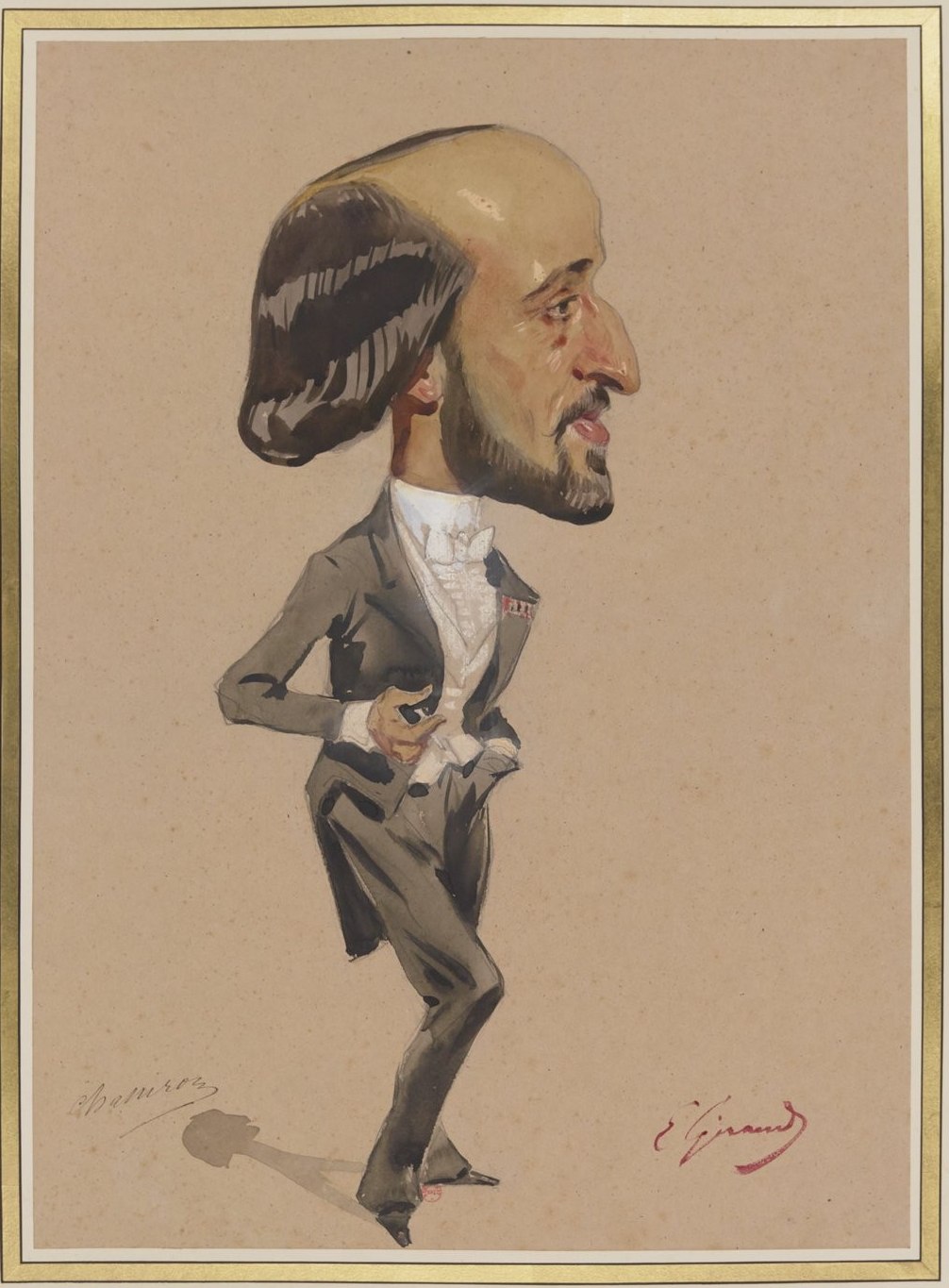

Enfin, en 1857, il est détaché extraordinaire en « Chine » et au « Japon » de 1858 à 1860 lors de la Mission Diplomatique française en Extrême-Orient.

### Les différentes étapes en Extrême-Orient
Parti de France en décembre 1857, le baron arrive, en juin 1858, à Hong Kong. De là, il participe à ce qu’il nomme la première Affaire du Pei-Ho (le Pei-Ho, ainsi nommé par les européens, de nos jours Hai He, est le fleuve qui rejoint le Golfe du Pétchili à la ville de Tianjin, port de Pékin). Il est aux négociations du Traité de Tianjin, conclu le 27 juin 1858. Ce traité prévoit l’ouverture de nouveaux ports, en plus de ceux obtenus au Traité de Whampoa, la possibilité d’une ambassade à Pékin, de voyager librement dans toute la Chine et le rétablissement du culte chrétien. Enfin, d’un point de vue économique, un abaissement des taxes intérieures pour l’entrée des produits français sur le territoire chinois est prévu. En juillet, il accompagne le Baron Jean-Baptiste Gros (1799-1870) dans l’exploration de la Grande Muraille de Chine. 
De septembre à octobre 1858, il est au Japon et à son retour, passe par la Corée. Durant cette période, il est premier secrétaire de l’ambassade et fait un compte-rendu des négociations du Traité de Tokyo, acte qui ouvre le Japon au commerce français. 
De juin à juillet 1859, il est à Tianjin. Mais le 25 juin, les Chinois repoussent par la force les Français et les Anglais venus faire ratifier le Traité à Pékin. Cette défaite occidentale est la deuxième Affaire du Pei-Ho. Le voyage en tant que diplomate « actif » s’arrête là. 
Pour la suite de son voyage, la chronologie est un peu plus difficile à connaître. D’août 1859 à juillet 1860, il semble être resté à Shanghai. Pour quelles activités ? Il ne nous en dit rien. En effet, il n’y a aucun commentaire nous faisant penser qu’il ait pu participer à la troisième Affaire du Pei-Ho. 
Il fait bien référence au Traité de Pékin, conclu le 25 octobre 1860, et qui aggrave encore la dépendance chinoise. Ainsi, le gouvernement impérial prend l’engagement d’exécuter les clauses du Traité de Tianjin, se voit forcer d’accueillir des légations au sein même de Pékin et doit ouvrir un certain nombre de nouveaux ports au commerce. Cependant, son opinion sur ces faits dans sa conclusion a un tel recul que ce qui est écrit semble avoir été rédigé à son retour. Pourtant, le doute est permis, ainsi, au début de l’ouvrage, voici ce qu’il nous dit : Quant à moi, (…) [je] suis destiné à [me] (…) détacher de la Mission Diplomatique.

### L'importance des événements chinois
Dans l’ensemble de ses notes relatives à la Chine, Charles Martin de Chassiron fait peu état d’un intérêt scientifique. Il apparaît plutôt comme quelqu’un faisant ce que l’on pourrait appeler du « tourisme diplomatique. » En effet, on ne trouve que quelques paragraphes se rapportant aux mœurs, à la géographie, à l’histoire et à la religion de la Chine. Le plus souvent, ce ne sont que des descriptions, apparemment rapides, et où la recherche documentaire n’est pas présente, exception faite de son voyage vers la Grande Muraille de Chine. Elles nous font plus penser à des clichés de cartes postales d’un touriste en Chine. C’est plus l’insolite qu’autre chose que retient notre diplomate et qu’il lui plait de  nous raconter. 
Comment expliquer ce manque d’envie de nous raconter ce qu’il voit dans l’Empire Céleste? Tout cela tient au fait que ses notes sont un ensemble de lettres destinées au Vicomte de La Guéronnière, et qui furent reproduites sous forme d’articles dans le journal Le Moniteur universel. 

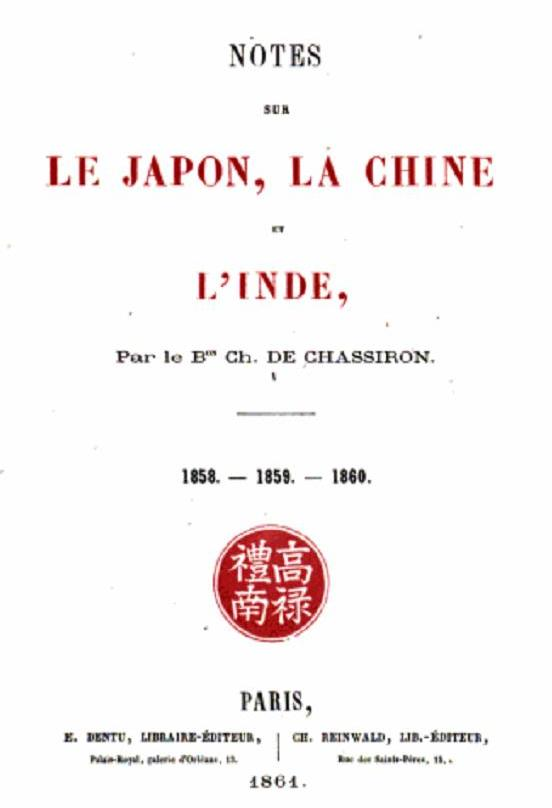
Notes sur le Japon la Chine et l'Inde : 1858-1859-1860, par Charles de Chassiron (1861).

La géographie est comme le pays et les hommes, pleines de contrastes. La Chine est un pays qui a connu de nombreux changements au XIXe siècle. En effet, d’une part par le déclin amorcé du pouvoir impérial et de ses conséquences économiques et sociales qui en résultent. Mais d’autre part, d’un facteur externe : l’émergence des puissances occidentales sur son continent. 
Heureusement, la France est là pour sauver la Chine. Ainsi, l’Empire Céleste va passer au début du XIXe siècle d’une société féodale en plein essoufflement à un système semi-colonial avec la création des concessions à partir des années 1860. C’est dire qu’en peu moins d’un siècle tous les repères culturels, sociaux, économiques, etc. de la Chine ont subi de véritables changements. Il y a donc cette rencontre entre deux mondes : l’un observant et entreprenant et l’autre cherchant à se maintenir à l’écart. Le rapport entre ces deux univers oppose une internationalisation forcée par les Européens face au reste du monde. Et ce contact tout à fait particulier avec un empire aussi grand et aussi peuplé que l’Europe, et qui cherche  à rester le plus longtemps fermé face aux prétentions européennes. Car au-delà des hommes, ce sont deux idéologies en présence : l'Européocentrisme et le Sinocentrisme.
- Au fil des événements.

Ainsi, au travers de l’ouvrage du Baron de Chassiron, celui-ci nous fait un descriptif des faits relatifs aux Affaires du Pei-Ho et au récit de son parcours jusqu’à la Muraille de Chine. Il nous présente une image bien connue des historiens, celle de l’ouverture forcée de l’Empire Céleste grâce aux traités dits inégaux. Nous sommes le contexte d’une Chine « ouverte. »
- Les dits et non-dits pour l’ouverture de la Chine.

Il y a 4 causes explicatives du  phénomène.
Tout d'abord, la Révolution industrielle en Europe. Ce « boom » économique qui va obliger les pays européens à chercher de nouveaux marchés vers l’outre-mer, à la fois pour trouver des réservoirs de matières premières, mais aussi des débouchés pour des produits manufacturés.
Ensuite, la montée du nationalisme au XIXe siècle. Chaque pays européen essaie d’avoir une certaine reconnaissance par rapport aux autres. La France, elle pour sa part, cherche à retrouver sa place dans le concert des nations pour faire oublier l’époque des guerres napoléoniennes, mais aussi pour reconstituer son empire colonial, détruit par le Congrès de Vienne. Cette forme de compétition entre états européens amènera après les années 1890 à ce partage du monde, et où chaque colonie, protectorat, dominion sont le signe de la puissance d’un État supérieur et civilisé, et donc occidental.
Puis, le relais religieux. En effet, qui dit nouvelle terre non chrétienne, dit évangélisation et donc un regain pour l’activité missionnaire. Propager la foi chrétienne apportera le salut aux fils du Ciel car pourquoi ont-ils atteint ce niveau de décadence ? C’est simple, ils ne croient en rien, et pire que cela, ils n’éprouvent rien face à la mort.
Enfin, sur les plans culturel et humain, fruit de l’héritage des Lumières. L'Occident doit se faire un devoir d’apporter aux peuples barbares (c’est-à-dire infantiles car n’ayant pas ou plus évolués) les bienfaits de la civilisation et du progrès. Ainsi, ils pourront s’élever au niveau des peuples blancs.

### L'étude de l'ouvrage
L’ouvrage n’a pas été et n’est pas une finalité en soi. C’est une suite logique d’événements involontaires. Ainsi, il ne faut pas s’attendre à un véritable carnet de routes de ses péripéties en Extrême-Orient. Ce n’est que le rassemblement de ses lettres envoyées à son ami le vicomte de La Guéronnière, et où sont joints les documents officiels des Traités de Yedo, Tien-Tsin et de Pékin. Rares sont les rajouts ici et là.
En vérité, le rendu de l’ouvrage et de son auteur nous montre une correspondance de guerre par intermittence, en quête de sensationnel et d’événements insolites. Il n’y a pas non plus de plan dans son ouvrage. La logique suivie n'est pas chronologique, elle s'organise plutôt par pays : le Japon, la Chine, la Corée, les Indes orientales néerlandaises et l'Inde britannique. Le document ainsi présenté apparaît très découpé en raison de la nature même des sources utilisées par Chassiron. On y trouve des lettres à caractère plus ou moins confidentiel, où chacune fait état d’événements sous forme d’allusions connus par le destinataire.

### Fonctions
Il a occupé et exercé de nombreuses charges et fonctions publiques, énumérées dans l’Extrait de Testament et Codiciles : conseiller d’État comme maître des requêtes de 1re classe, membre du conseil général de Charente Inférieure, maire de la commune de Nuaillé-d'Aunis à partir de 1868, officier de la Légion d'honneur en 1863 en tant que capitaine d’état-major de la Garde Nationale.

## Œuvres
- Martin de Chassiron (Baron) Ch.-G., Aperçu pittoresque de la régence de Tunis, Paris, Imprimerie Bénard & Cie, 1849, 33 p. (OCLC 7809606)
- Martin de Chassiron (Baron) Ch.-G., Notes sur le Japon, la Chine, et l’Inde : 1858-1859-1860, Paris, E. Dentu, 1861, 356 p. (OCLC 2406601), (en ligne sur Wikisource)

## Postérité

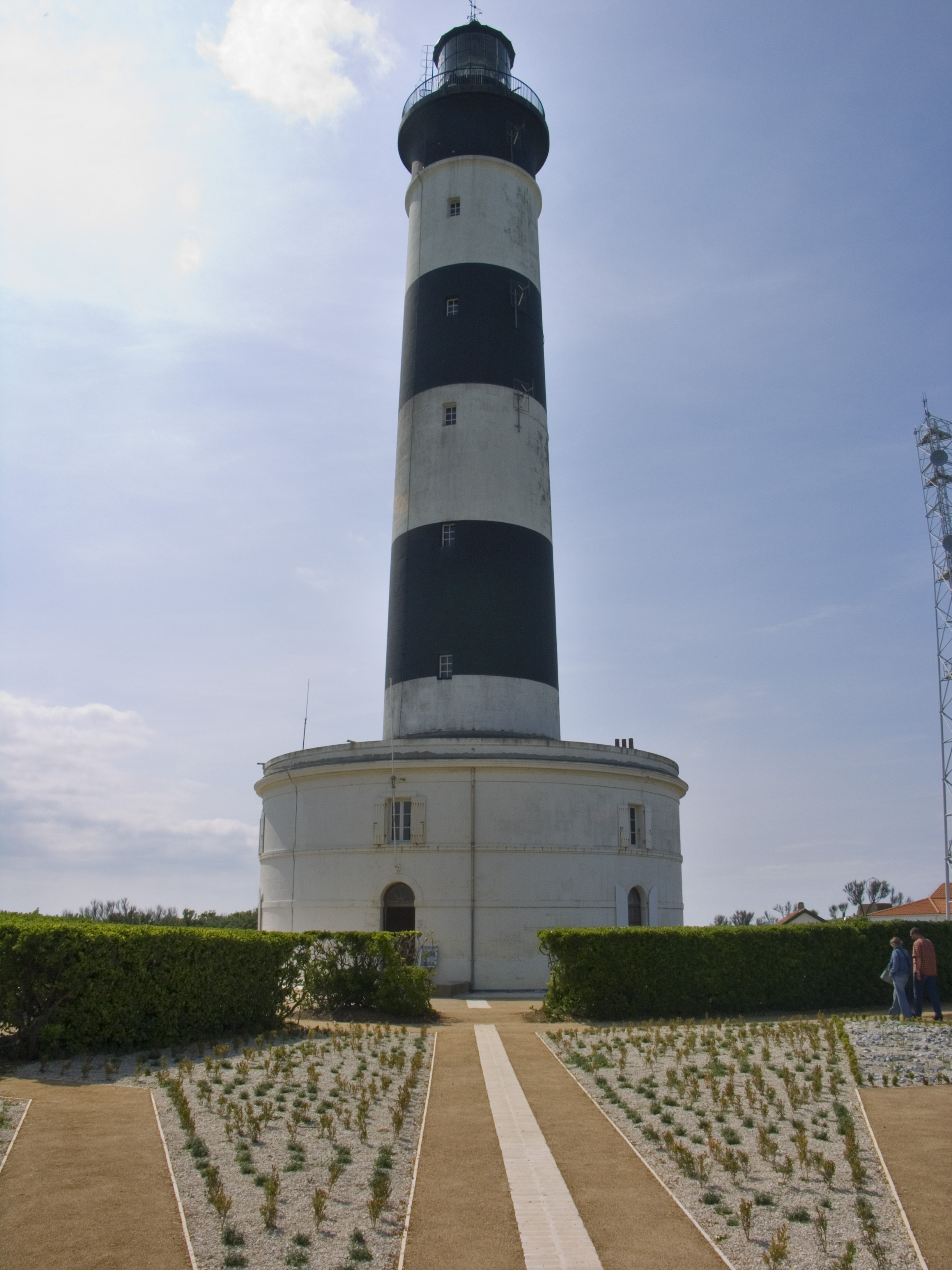
Le phare de Chassiron

A la pointe nord de l'île d'Oléron, la pointe et le phare de Chassiron passent pour avoir été baptisés ainsi en hommage à Charles de Chassiron. Le hameau de Chassiron figurant à cet endroit sur de nombreuses cartes anciennes (carte des côtes de France de Didier Robert de Vaugondy (1778), carte de Cassini (avant 1800), cette attribution est infondée. En réalité, Chassiron est une déformation de « Cap Ciron », nom donné à la pointe de Chassiron au Moyen Âge.